# Smidary (nádraží)
Smidary je železniční stanice ve východní části obce Smidary v okrese Hradec Králové v Královéhradeckém kraji poblíž řek Cidliny a Javorky. Leží na neelektrizované jednokolejné železniční trati  Chlumec nad Cidlinou – Trutnov. 

## Historie
Stanice byla otevřena 21. prosince 1870 společností Rakouská severozápadní dráha (ÖNWB), která zprovoznila svou odbočnou trať z Chlumce nad Cidlinou do Ostroměře, roku 1871 prodlouženou na Starou Paku, Martinice v Krkonoších a Trutnov. Autorem univerzalizované podoby stanic pro celou dráhu byl architekt Carl Schlimp. Trasa byla výsledkem snahy o propojení železniční sítě ÖNWB severovýchodním směrem k hranicím s Pruskem. V roce 1882 byla zahájena osobní doprava na dnes již neexistující trati do Vysokého Veselí, trať vybudovala Rakouská společnost místních drah (ÖLEG), roku 1885 ji převzaly České obchodní dráhy (BCB).
Po zestátnění ÖNWB v roce 1908 a BCB roku 1909 a  pak obsluhovala stanici jedna společnost, Císařsko-královské státní dráhy (kkStB), po roce 1918 pak správu přebraly Československé státní dráhy.

## Popis
Nacházejí se zde dvě jednostranná úrovňová nástupiště, k příchodu na nástupiště slouží přechody přes koleje.